# Prîmorske, Vasîlivka
Prîmorske (în ucraineană Приморське) este o comună în raionul Vasîlivka, regiunea Zaporijjea, Ucraina, formată numai din satul de reședință.

## Demografie
Componența lingvistică a comunei Prîmorske
     Ucraineană (85,1%)
     Rusă (14,4%)
     Alte limbi (0,13%)
Conform recensământului din 2001, majoritatea populației comunei Prîmorske era vorbitoare de ucraineană (85,1%), existând în minoritate și vorbitori de rusă (14,4%).